# Reveille with Beverly
Pour plus de détails, voir Fiche technique et Distribution.
Reveille with Beverly est un film américain réalisé par Charles Barton, sorti en 1943.

## Fiche technique
- Titre : Reveille with Beverly
- Réalisation : Charles Barton
- Scénario : Howard J. Green, Jack Henley et Albert Duffy
- Direction artistique : Lionel Banks
- Décors : Joseph Kish
- Photographie : Philip Tannura
- Montage : James Sweeney (en)
- Société de production : Columbia Pictures
- Pays de production : États-Unis
- Format : Noir et blanc - 1,37:1
- Genre : musical
- Durée : 78 minutes
- Date de sortie : 1943

## Distribution
- Ann Miller : Beverly Ross
- William Wright (en) : Barry Lang
- Dick Purcell : Andy Adams
- Franklin Pangborn : Vernon Lewis
- Tim Ryan : Mr Kennedy
- Larry Parks : Eddie Ross
- Barbara Brown : Beverly Ross
- Douglas Leavitt : Mr Ross
- Adele Mara : Evelyn Ross
- Walter Sande : Canvasback
- Wally Vernon : Stomp McCoy
- Andrew Tombes : Mr Smith
- Bob Crosby Orchestra : Eux-mêmes
- Freddie Slack and His Orchestra : Eux-mêmes
- Ella Mae Morse : Elle-même
- Duke Ellington Orchestra : Eux-mêmes
- Count Basie and His Orchestra : Eux-mêmes
- Frank Sinatra : Lui-même
- The Mills Brothers : Eux-mêmes
- Irene Ryan : Elsie
- Wilson Benge : Watson